# Augustae
Augustae (także: Augusta, później: Diocletianopolis) – rzymskie miasto uzdrowiskowe, położone o 40 km na północ od Filipopolis. Współcześnie Chisaria w Bułgarii. 
Tereny ciepłych źródeł były zasiedlone od epoki brązu przez trackich Bessów. W czasach rzymskich uzdrowisko, wokół którego wyrosło ufortyfikowane miasto. Po wizycie cesarza Dioklecjana w 293 r. n.e. przemianowane na Diocletianopolis. Zniszczone przez Gotów w III w n.e., odbudowane już w IV w n.e. Rzymskie miasto zostaje ostatecznie zniszczone i w większości opuszczone w VII w n.e., wraz z postępującym upadkiem prowincji Mezja. 

## Rzymskie zabudowania
Znakomicie do czasów współczesnych zachowały się mury obronne, w szczególności resztki południowej bramy z III / IV w. n.e. 

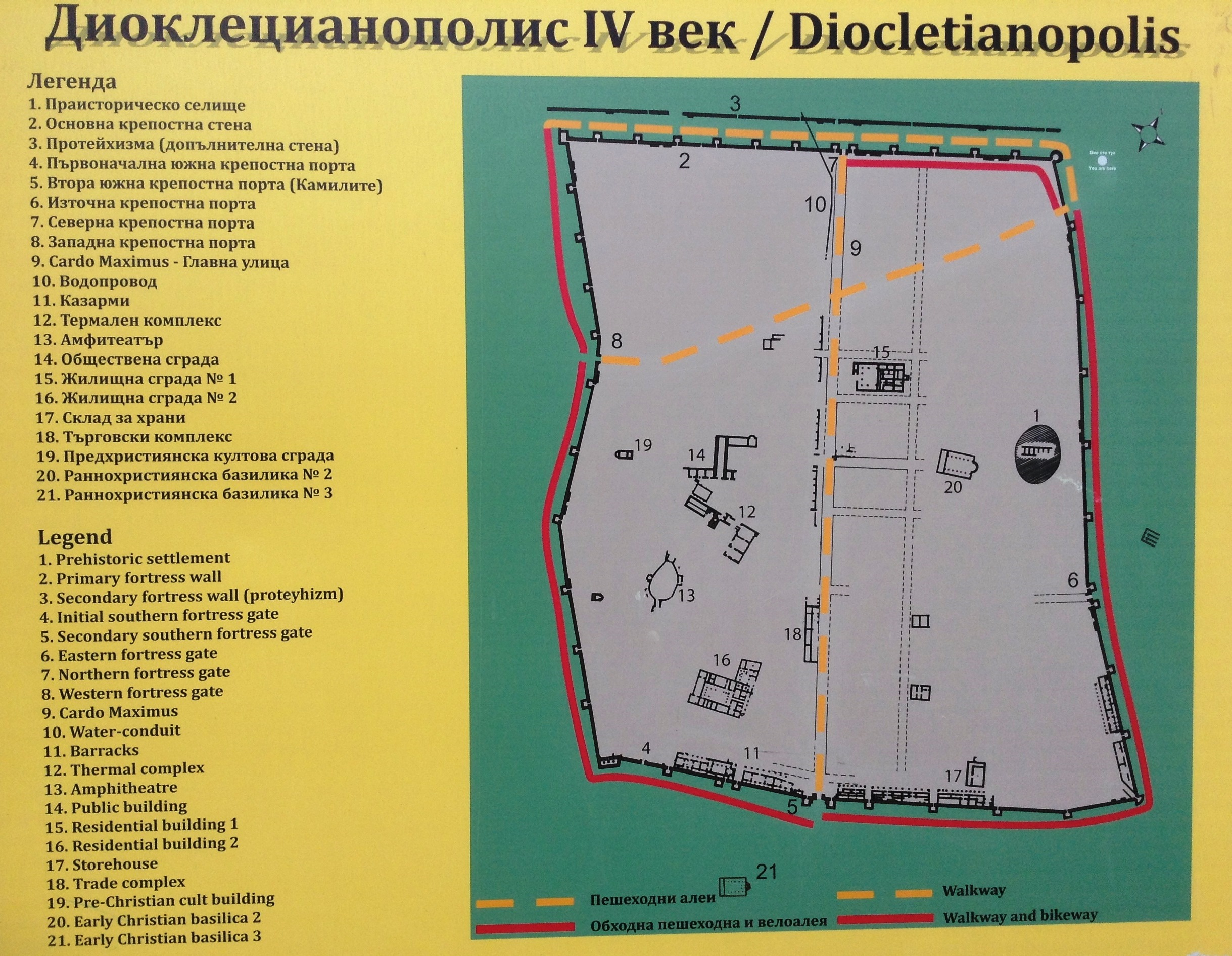
Plan miasta w IV w. n.e.

Rzymska twierdza miała kształt prostokąta o następującej długości ścian: 
- Wschodnia: 650 m
- Południowa: 550 m
- Zachodnia: 625 m
- Północna: 490 m

Grubość murów osiągała 2,5-3 m, a wysokość dochodziła do 10–12 m. 
W centrum miasta w latach 30. XX wieku odkryto łaźnie rzymskie, wodociągi, oraz liczne pozostałości infrastruktury balneologicznej.
W mieście istniały miejsca kultu bogom zdrowia (Eskulap, Hygieia), a także bogom trackim (Jeździec Tracki - zob. Jeździec z Madary) i greckim (Dionizos). Chrześcijańskie miejsca kultu w mieście datowane są na V–VI w. n.e.